# Полет 964 на „Аерофлот“
Полет 964 на „Аерофлот“ е пътнически полет от летище „Кутаиси“, Кутаиси, Грузинска съветска социалистическа република, до летище „Домодедово“, Москва, Руска съветска федеративна социалистическа република, СССР, управляван от „Аерофлот“. На 13 октомври 1973 г. самолетът „Ту-104B“, който изпълнява полета, се разбива в поле по време на заход към Москва и убива всички 114 пътници и 8 членове на екипажа на борда. Това остава най-смъртоносният инцидент с участието на „Ту-104“.
Разследването заключава, че след първия десен завой, извършен от самолета (при който наклонът надвишава 40°), множество навигационни инструменти, включително компасът и изкуственият хоризонт, отказват. В комбинация с лошата видимост на летището екипажът губи пространствена ориентация и не успява да види никакви ориентири, за да определи позицията си. Когато самолетът се наклонява леко надясно, пилотите коригират десния наклон само за да насочат самолета към остър ляв наклон, който достига 70° и причинява катастрофата.
Година по-рано при полет 217 на „Аерофлот“ друг самолет на съветската авиокомпания се разбива близо до Москва отново на 13 октомври.